# Cien (Aqua Teen Hunger Force)
“Cien” es el episodio duodécimo y final de la séptima temporada de la serie animada de televisión Aqua Teen Hunger Force, y al mismo tiempo es el episodio número cien de toda la serie. Este episodio significó la segunda vez que una serie original de Adult Swim llegara a los 100 capítulos, siendo la primera “Fantasma del Espacio de Costa a Costa”. “Cien” parodia fuertemente a la caricatura de Hanna-Barbera, “Scooby Doo”. “Cien” fue el último episodio en estrenarse como un capítulo de  la serie con el nombre de “Aqua Teen Hunger Force”, dado que en 2011 el título de la serie fue cambiado por “Aqua Unit Patrol Squad 1”. “Cien” fue clasificado como TV-MA, y oficialmente salió al aire en Estados Unidos el 2 de mayo de 2010 en Adult Swim. 

## Trama
En este episodio final, Frylock está obsesionado con el número cien y recuenta una serie de análisis donde el número siempre está presente. Master Shake entonces vuela hacia California para encontrarse con los ejecutivos de televisión; y una versión animada de Dana Snyder, la voz actual que caracteriza a Master Shake, sale de él demandándole a la Sindicación de Transmisión dinero, justificándose en que es el episodio número cien, por lo que se lo merece. Un ejecutivo se lo niega, basándose en que ATHF dura solo once minutos, por lo tanto únicamente tienen “50 medias horas” de material. Dana Snyder, indignado, sale de la habitación advirtiéndoles que volverá en otros ocho años con otras 50 medias horas listas de material. 
Master Shake regresa a casa y poco después “100”, un monstruo amarillo gigante en la forma del número cien, aparece y envía a Master Shake, Frylock y Meatwad a un mundo distinto con las características de una caricatura de Hanna-Barbera. Investigan una casa embrujada, donde Dr. Wierd, Handbanana, Dr. Wongburger, el Fantasma Cibernético de la Navidad Pasada y Futura, Billy Witchdoctor.com, Willie Nelson y Carl, hacen una aparición especial muda y breve. Todos ellos persiguen y son perseguidos por un monstruo, y cuando Frylock lo desenmascara, descubren que se trata de “100” disfrazado. Master Shake entonces le dice que él no puso Aqua Teen Hunger Force” en la sindicación, e incluso trató de doblar los episodios para hacer que cupieran en un horario de media hora.
En los créditos finales, Dana Snyder sale nuevamente hablando con el productor ejecutivo en un intento de poner a ATHF en sindicación, pero éste lo fastidia diciéndole que nada de lo que dice es gracioso.

## Producción

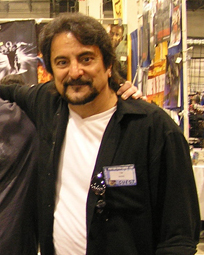
Tom Savini, voz original de “Cien”

El capítulo fue escrito y dirigido por los creadores de la serie Dave Willis y Matt Maiellaro. “Cien” fue clasificado como TV-MA en los Estados Unidos. Originalmente salió al aire en los Estados Unidos en Cartoon Network, en la sección de media noche, Adult Swim, el 2 de mayo de 2010. “Cien”, cuenta con actuaciones especiales de Robert Smigel, Tom Savini, Amber Nash como Tabitha, y Nick Weidenfeld. 
“Cien” es el episodio final de la séptima temporada de Aqua Teen Hunger Force y se destaca por ser el capítulo número cien de la serie, y significar la segunda vez que una serie original de Adult Swim llega a esta meta. La primera fue “Fantasma del Espacio de Costa a Costa”, la cual hizo un total de 109 episodios antes de su desenlace oficial en 2008. 
“Cien” es el último episodio en ser estrenado en la serie Aqua Teen Hunger Force con ese nombre, y el último episodio llevado a cabo en Nueva Jersey. En 2011, el título de la serie fue cambiado por “Aqua Unit Patrol Squad 1”, y la locación fue cambiada a ser Seattle, Washington. El siguiente episodio, “Allen Parte 1”, fue el primer episodio de la serie considerado ser oficialmente un capítulo de “Aqua Unit Patrol Squad 1”.